# Barré-Gletscher
Der Barré-Gletscher ist ein 8 km langer und ebenso breiter Gletscher im ostantarktischen Adélieland. Er fließt vom Kontinentaleis in nördlicher Richtung zur Küste, die er unmittelbar östlich des Kap Pépin erreicht.
Eine Positionsbestimmung erfolgte anhand von Luftaufnahmen der US-amerikanischen Operation Highjump (1946–1947). Das Advisory Committee on Antarctic Names benannte ihn nach Michel Barré (* 1919), Leiter der Überwinterungsmannschaft der von 1951 bis 1952 dauernden französischen Antarktisexpedition, welche den Küstenverlauf bis weit nach Westen von der Position dieses Gletschers erkundete.